# Naoki Kawaguchi
Naoki Kawaguchi (jap. 川口 尚紀 Kawaguchi Naoki; ur. 24 maja 1994) – japoński piłkarz występujący na pozycji obrońcy. Obecnie występuje w Albirex Niigata.

## Kariera klubowa
Od 2013 roku występował w klubach Albirex Niigata i Shimizu S-Pulse.